# Viaduc de l'Hyrôme
Le Viaduc de l'Hyrôme supporte l'autoroute A87 et s'inscrit dans le cadre de la liaison Angers – Cholet. Il franchit l’Hyrôme dans la ville de Chemillé en Maine-et-Loire et la région Pays de la Loire en France.
Avec le Viaduc du Layon, ils constituent les deux ouvrages d'art non courants de l’A87 entre Angers et Cholet.

## Description
L’ouvrage a été inauguré en 2002 pour la mise en service du tronçon Mûrs-Erigné - Cholet, qui eut lieu le 22 janvier 2002. Sa construction s'est étalée de l'année 1998 à l'année 2000.
Les démarches pour l'édification de l'A87 furent les suivantes :

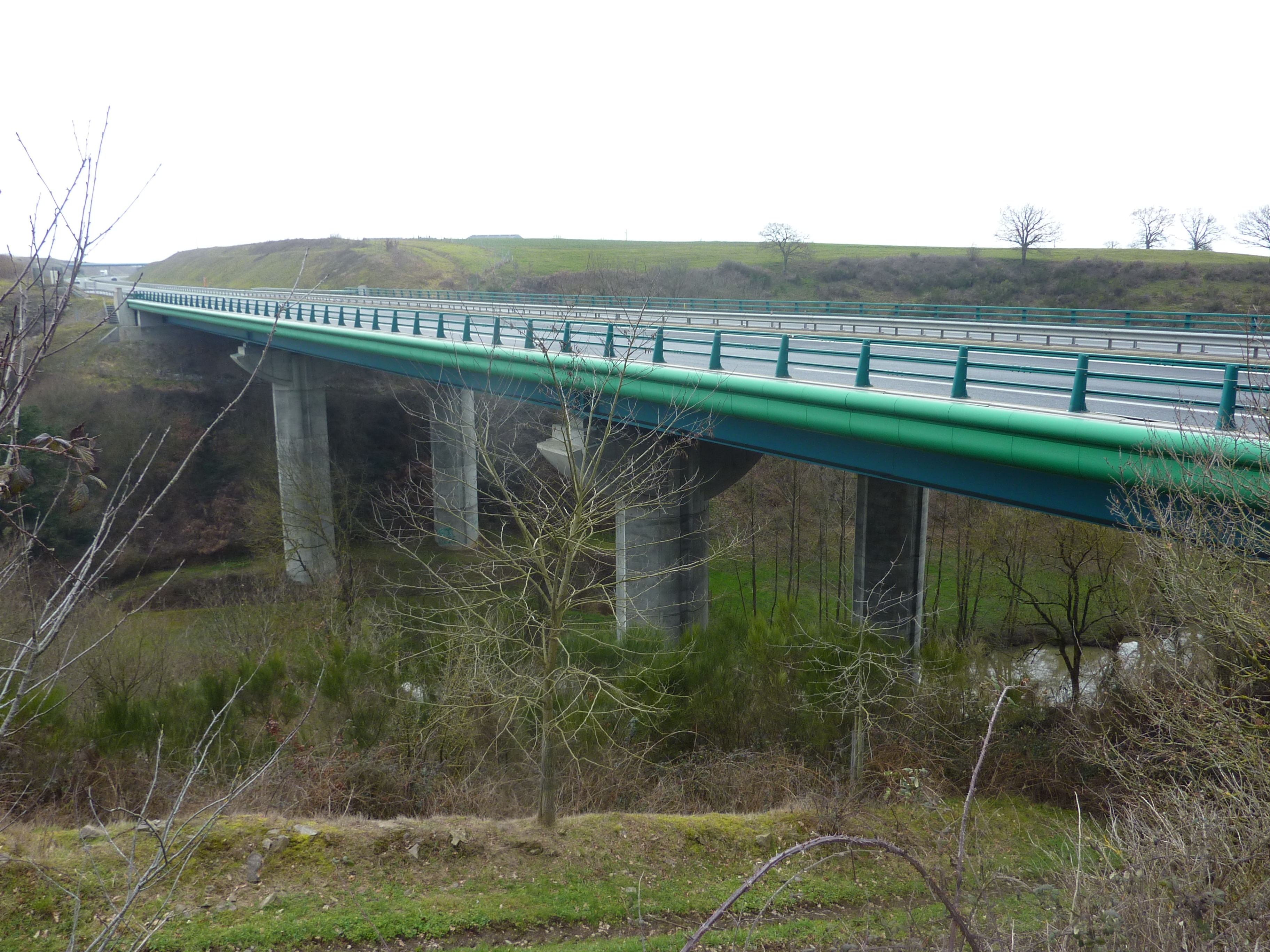
Autoroute A87

- 5 novembre 1990 : comité interministériel d’aménagement du territoire (CIAT).
- 1er avril 1992 : inscription de l’A87 au schéma directeur routier national.
- 7 février 1992 : décret de concession à Autoroutes du Sud de la France.
- 12 septembre 1996 : déclaration d’utilité publique (DUP) de l’A87 Angers/La Roche-sur-Yon .
- 7 septembre 2001 : prorogation de la déclaration d’utilité publique jusqu’au 13 septembre 2011.
- 22 janvier 2002 : mise en service d’Angers à Cholet.

L’ouvrage est établi entre la barrière de péage de Beaulieu-sur-Layon et l'échangeur de Chemillé. Il supporte quatre voies de circulation, limitées à 130 km/h et deux voies d'arrêt d'urgence.
Ce viaduc est constitué de deux tabliers parallèles de 130 mètres de longueur, chacun soutenu par deux poutres en acier.  Ils ont été mis en place par lançage et les dalles béton ont été coulées à l’aide d’un équipage mobile. Il comporte trois travées pour quatre piles, une pile sous chaque tablier à chaque appui.

## Détails architecturaux

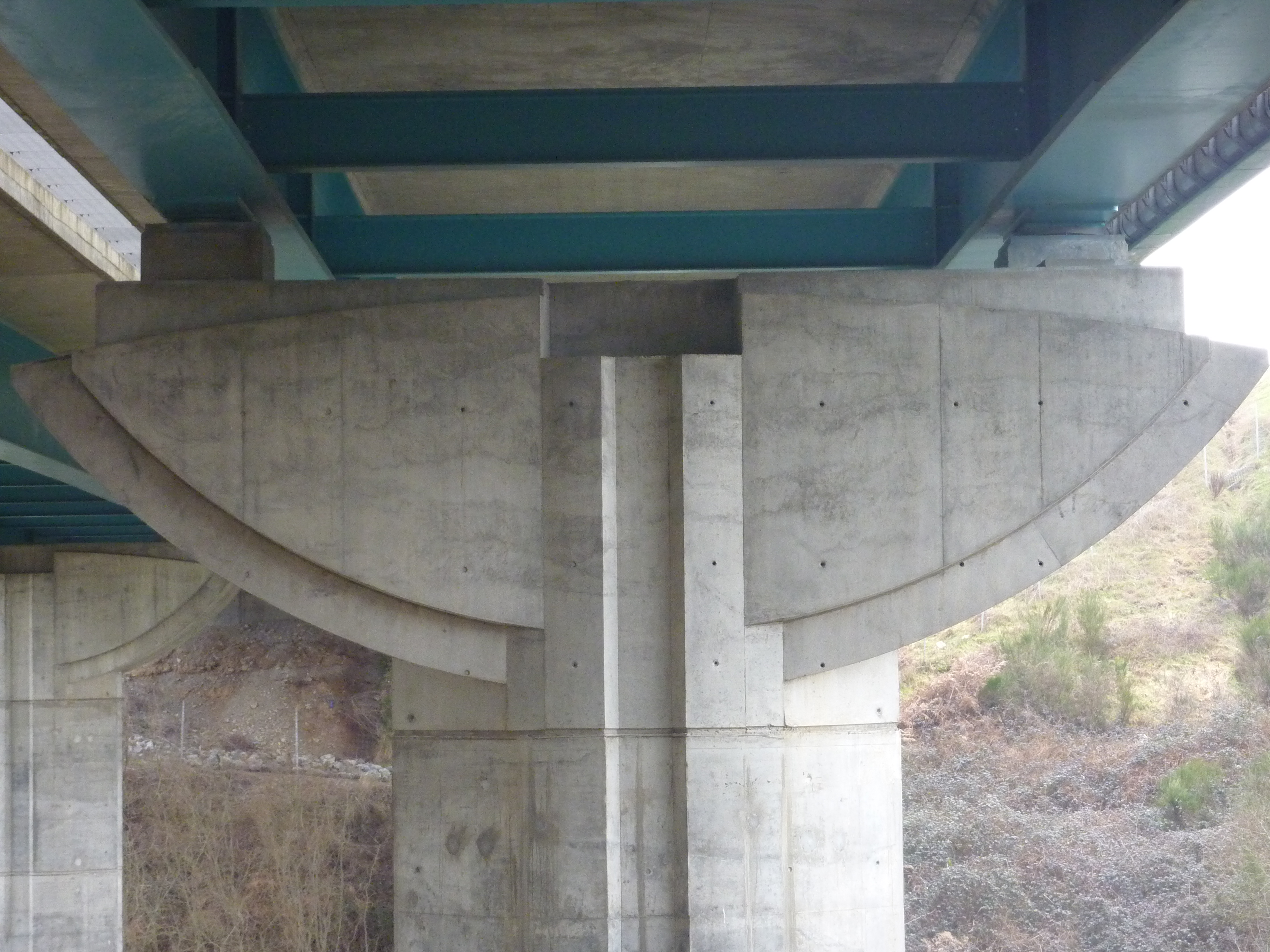
Tête de pile et détail sur les appuis
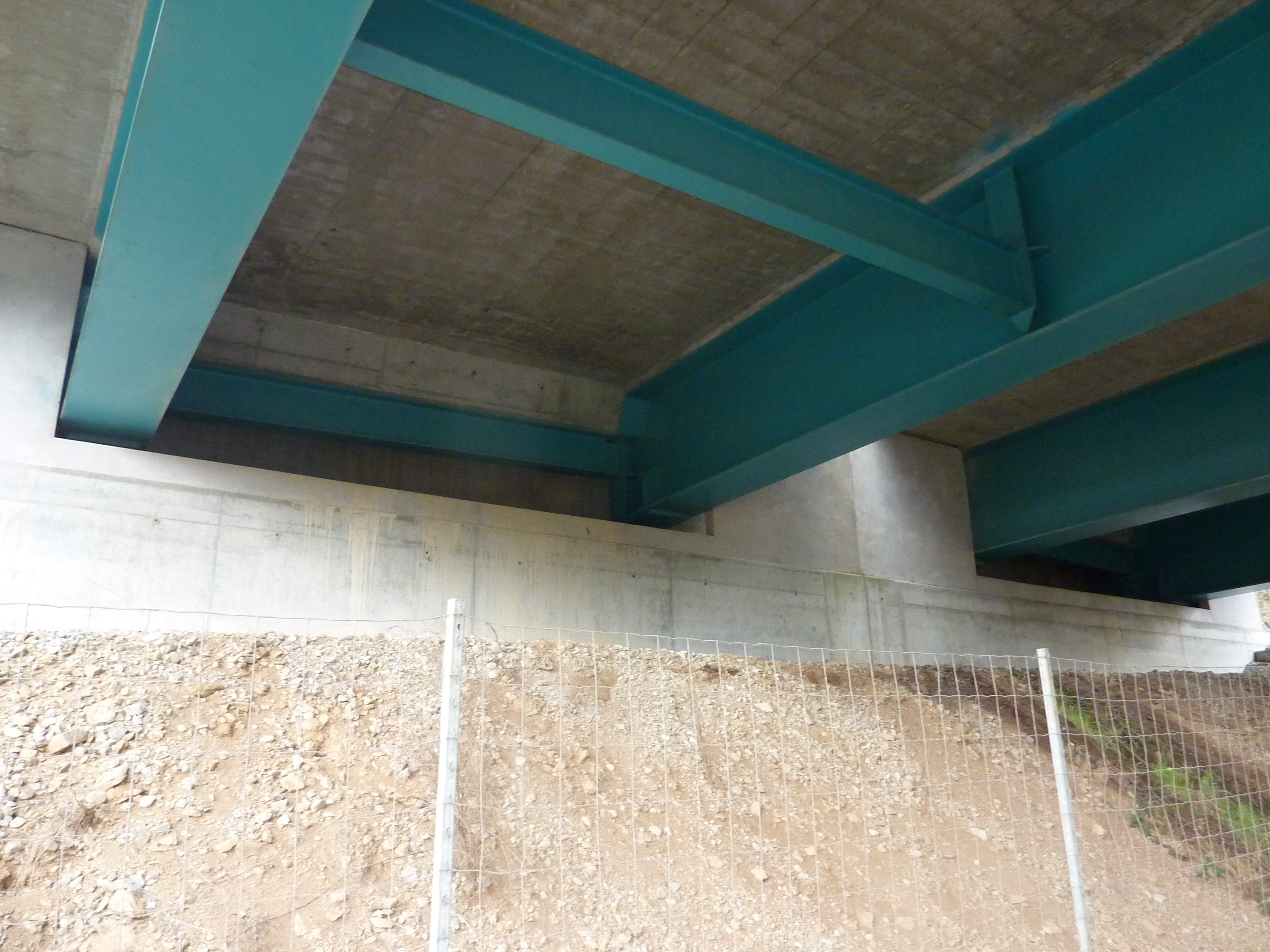
Culée est
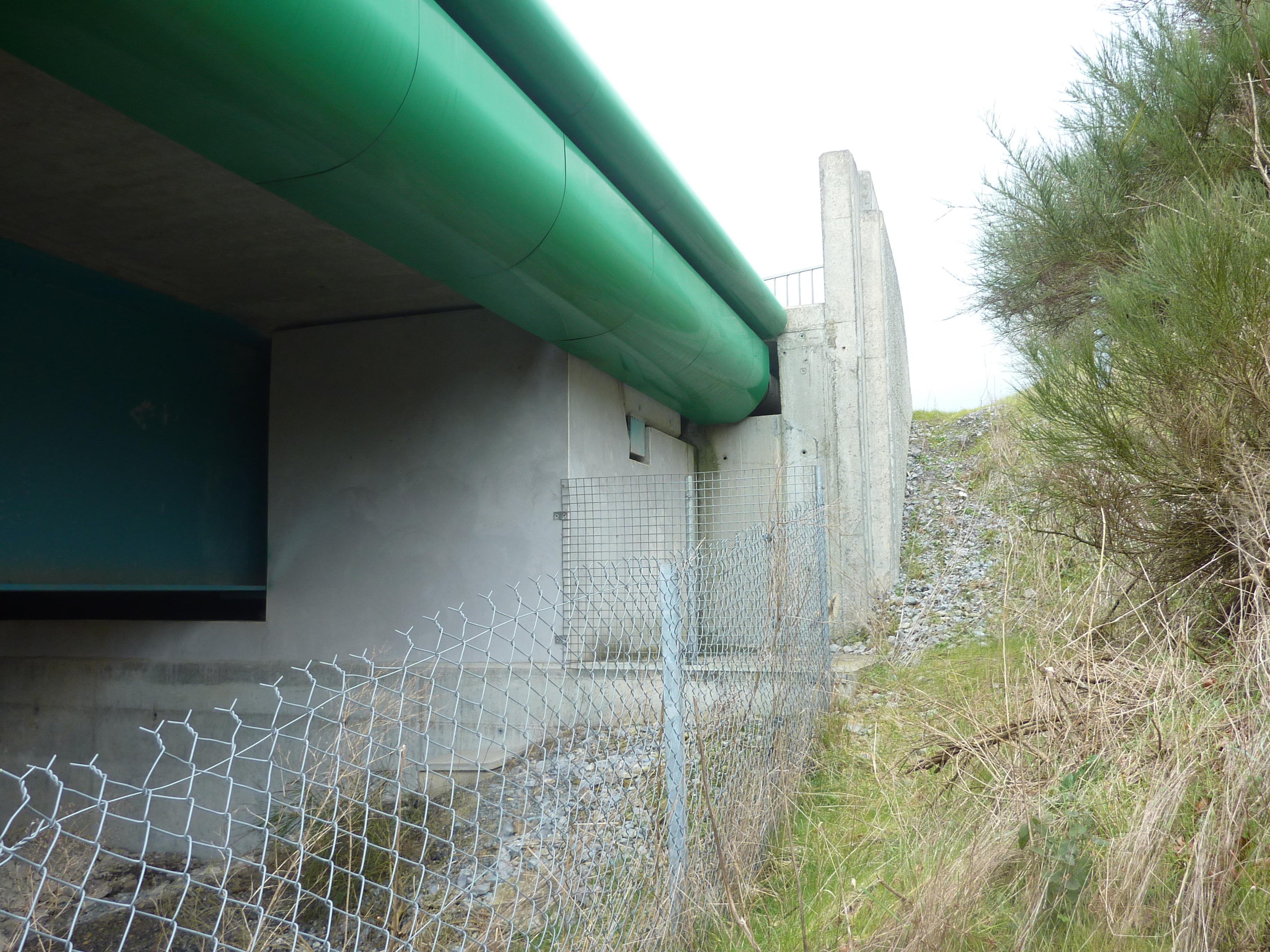
Détail du tablier sur la culée est
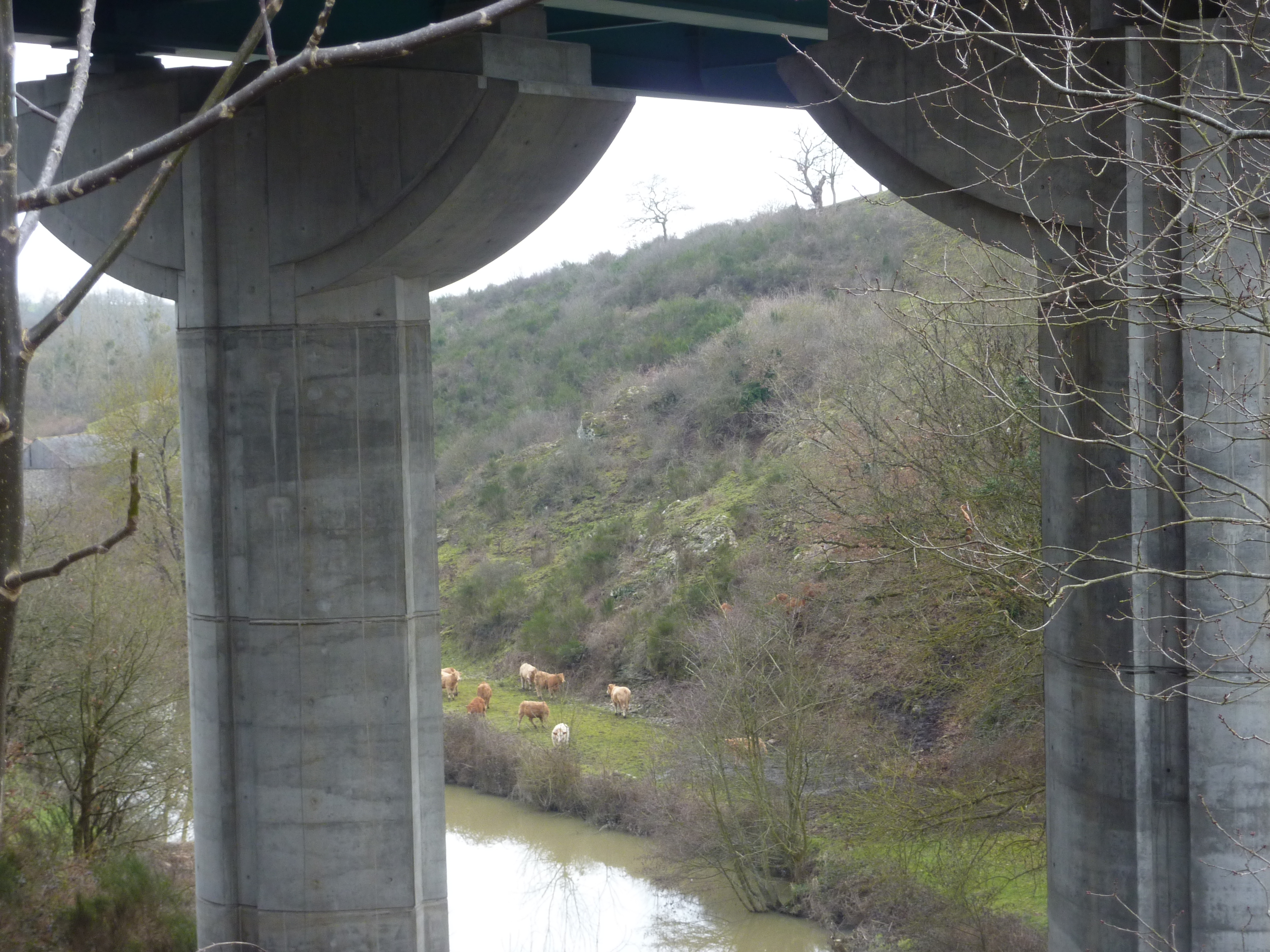
Vaches en contrebas

## Sources
1. ↑  Saratlas.free.fr
2. 1 2  Wikia.com
3. 1 2  Francisklein-ing.co
4. ↑  Asf.fr